# Piotr Kondakow
Piotr Pawłowicz Kondakow (ros. Пётр Павлович Кондаков, ur. 1902 we wsi Ludinowo w guberni kałuskiej, zm. w grudniu 1970 we Włodzimierzu) – funkcjonariusz radzieckich organów bezpieczeństwa, generał major, zastępca ministra bezpieczeństwa państwowego ZSRR (1951-1952).

## Życiorys
Rosjanin, 1917 skończył 3 klasy szkoły rzemieślniczej, pomocnik elektromontera i elektromonter w fabryce, 1920-1923 członek Komsomołu, od listopada 1920 członek RKP(b). Od stycznia do sierpnia 1922 sekretarz odpowiedzialny rejonowego komitetu Komsomołu, od sierpnia 1922 do listopada 1923 słuchacz kursów kadry kierowniczej Armii Czerwonej, służył w oddziałach pogranicznych Armii Czerwonej i OGPU, od września 1925 do marca 1927 słuchacz Wyższej Szkoły Pogranicznej OGPU ZSRR, od 15 listopada 1936 kapitan Armii Czerwonej. Od lutego 1937 do stycznia 1937 słuchacz kursów doskonalenia kadry kierowniczej wojsk NKWD, po czym został szefem Oddziału XII Wydziału III Głównego Zarządu Bezpieczeństwa Państwowego. Od 19 grudnia 1938 p.o. szefa, a od 27 kwietnia 1939 do 26 lutego 1941 szef Zarządu NKWD obwodu wołogodzkiego, od 17 stycznia 1939 kapitan, a od 14 marca 1940 major bezpieczeństwa państwowego. Od 26 lutego do 31 lipca 1941 szef Zarządu NKGB obwodu wołogodzkiego, od 31 lipca do 26 września 1941 szef Zarządu NKWD obwodu jarosławskiego, od 26 września 1941 do 7 maja 1943 szef Zarządu NKWD obwodu smoleńskiego, 14 lutego 1943 awansowany na komisarza bezpieczeństwa państwowego. Od 7 maja 1943 do 4 listopada 1944 szef Zarządu NKGB obwodu smoleńskiego, od 4 listopada 1944 do 2 marca 1948 szef Zarządu NKGB/MGB obwodu nowosybirskiego, 9 lipca 1945 mianowany generałem majorem. Od 2 marca 1948 do 3 stycznia 1951 szef Zarządu MGB obwodu krymskiego, od 31 grudnia 1950 do 26 sierpnia 1951 członek Kolegium MGB ZSRR, od 3 stycznia do 26 sierpnia 1951 szef Inspekcji przy MGB ZSRR, od 26 sierpnia 1951 do 29 marca 1952 zastępca ministra bezpieczeństwa państwowego ZSRR. Od 31 marca 1952 do 8 maja 1953 minister spraw wewnętrznych Litewskiej SRR, od 1952 do 11 czerwca 1953 członek Biura Politycznego KC Komunistycznej Partii Litwy, od 9 czerwca do 7 sierpnia 1953 szef Zarządu MWD obwodu briańskiego, od 7 sierpnia 1953 do 26 marca 1954 szef Zarządu MWD obwodu włodzimierskiego, od 26 marca 1954 do 25 sierpnia 1961 szef Zarządu KGB obwodu włodzimierskiego.

## Odznaczenia
- Order Lenina
- Order Czerwonego Sztandaru (dwukrotnie - 20 września 1943 i 3 listopada 1944)
- Order Czerwonej Gwiazdy (26 kwietnia 1940)

I 5 medali.